# Robert d’Arbrissel
Robert d'Arbrissel (Arbrissel, 1045 – Orsan, 1116) vándorprédikátor és a Fontevrault apátság alapítója.